# Губачовка
Губачовка (укр. Губачівка) — село на Украине, находится в Жмеринском районе Винницкой области.
Код КОАТУУ — 0520284809. Население по переписи 2001 года составляет 25 человек. Почтовый индекс — 23000. Телефонный код — 4341.
Занимает площадь 0,365 км².
До 17 июля 2020 года находилось в Барском районе Винницкой области.